# Epimetheus (Mond)
Epimetheus (auch Saturn XI) ist der siebte bis achte und zehntgrößte der 274 bekannten Monde des Planeten Saturn. Der koorbitale Mond teilt sich seinen Orbit mit Janus, mit dem er alle vier Jahre die Umlaufbahn tauscht.

## Entdeckung und Benennung
Epimetheus wurde am 18. Dezember 1966 von dem Astronomen Richard L. Walker entdeckt. Bereits am 15. Dezember 1966 hatte Audouin Dollfus einen neuen Mond bei Saturn entdeckt, für dessen Benennung er Janus vorschlug. Bei dem von Richard L. Walker drei Tage später entdeckten Mond glaubte man zunächst, dass es sich um dasselbe Objekt handelte.
Das Objekt zeigte allerdings ein ungewöhnliches Bahnverhalten. Im Oktober 1978 fanden Stephen M. Larson und John W. Fountain heraus, dass sich die Beobachtungen am besten mit der Anwesenheit zweier einzelner Körper erklären ließ, die sich die gleiche Umlaufbahn teilten. Allerdings gestaltete es sich sehr schwierig, die Bahnen der Monde aus den Beobachtungsdaten aufzuschlüsseln.
1980 konnte diese Vermutung beim Vorbeiflug der Raumsonde Voyager 1 bestätigt werden. Offiziell teilt sich daher Walker seine Entdeckung mit Larson und Fountain. Der von Voyager aufgenommene Körper wurde zunächst von der Internationalen Astronomischen Union (IAU) 1980 S 3 genannt (→ unten). Epimetheus ist der 11. entdeckte Mond von Saturn.
Der Name Epimetheus wurde offiziell am 30. September 1983 vergeben. Zu diesem Zeitpunkt wurde auch der Name Janus offiziell anerkannt, obwohl er seit 1966 verwendet wurde.
Seinen Namen erhielt der Mond nach dem Titanen Epimetheus, Sohn von Iapetos und Klymene, Bruder von Prometheus, Menoitios und Atlas, und Ehemann der Pandora sowie nach späteren Überlieferungen der Vater von Pyrrha (Ehefrau und Cousine von Prometheus’ Sohn Deukalion) aus der griechischen Mythologie.
Der Name bedeutet der nachher Denkende, was als Antonym zum Namen von Prometheus (der vorher Denkende) zu verstehen ist.
Nach den Namenskonventionen der IAU werden für Oberflächenstrukturen auf Janus Namen mit Verbindung zum mythischen Zwillingspaar Castor und Pollux verwendet.

## Bahneigenschaften

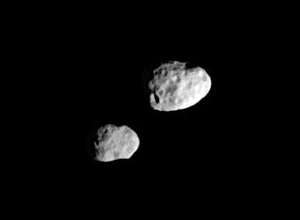
Cassini-Aufnahme vom 20. März 2006, zwei Monate nach dem Austausch der Umlaufbahn (siehe hierzu Bahnverhalten von Epimetheus und Janus), aus einer Entfernung von 452.000 km von Epimetheus (links) und 492.000 km von Janus. Die beiden Körper sind im Foto nahezu hintereinander.

### Umlaufbahn
Epimetheus umkreist Saturn auf einer prograden Umlaufbahn in einem mittleren Abstand von 151.422 km. Die Bahnexzentrizität beträgt 0,009, die Bahn ist 0,34° gegenüber dem Äquator von Saturn geneigt, liegt also fast genau in der Äquatorebene des Planeten. Durch die niedrige Exzentrizität variiert die Bahn in der Entfernung zu Saturn um nur rund 3.000 km.
Epimetheus umläuft Saturn in etwa 16 Stunden, 40 Minuten. Dies entspricht etwas mehr als der Umlaufzeit des Jupitermondes Thebe und liegt zwischen den Uranusmonden Perdita und Puck. Die Umlaufzeiten von Epimetheus und Janus unterscheiden sich um lediglich etwa 30 Sekunden. Epimetheus und Janus benötigen für einen Umlauf etwa 1 Stunde und 34 bis 35 Minuten länger als der innere Nachbar Pandora.

#### Bahnverhalten von Epimetheus und Janus

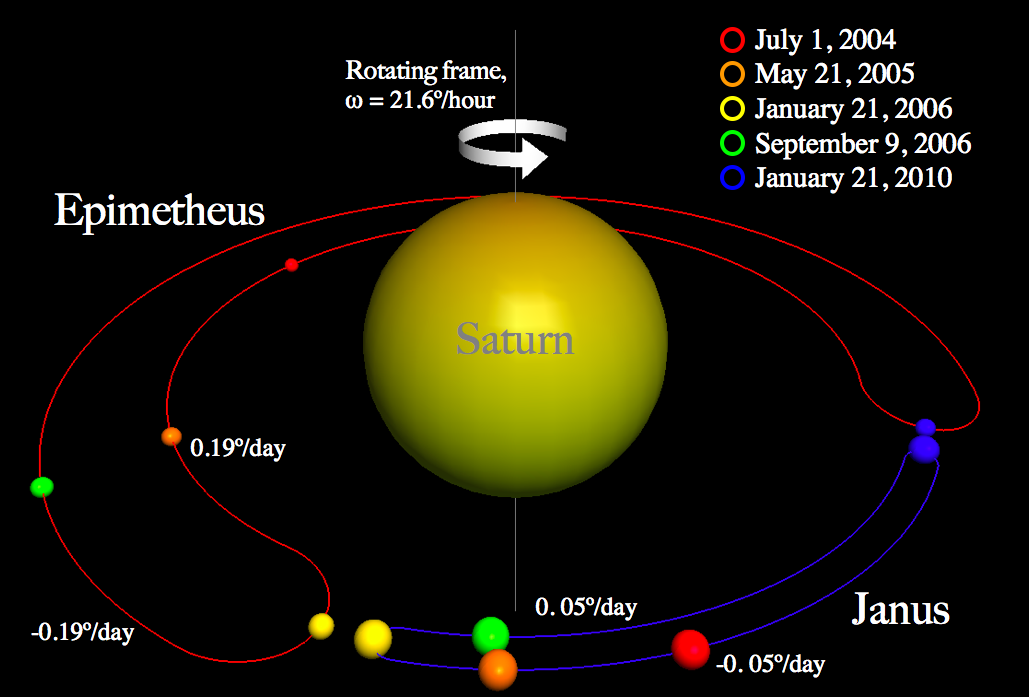
Die Stellung von Janus und Epimetheus im Verlauf eines Durchlaufes der Hufeisenumlaufbahn; die Bahnabstände (Schleifenbreiten) sind zur besseren Erkennbarkeit nicht maßstäblich, sondern stark vergrößert dargestellt

Epimetheus ist koorbital mit dem Mond Janus, das heißt, die beiden Monde laufen auf fast gleichen Bahnen um den Saturn. Ihre mittleren Abstände von dem Planeten unterscheiden sich nur um 50 km, was weniger ist als die Durchmesser beider Monde. Etwa alle vier Jahre kommt es zu einer engen Begegnung der beiden Monde, die sich dann durch ihre Schwerkraft gegenseitig beeinflussen. Gemäß den Keplerschen Gesetzen wird der innere Mond, dessen Umlaufbahn um insgesamt 28,1 Sekunden (täglich 1/4 Grad) schneller ist, dabei beschleunigt und wandert auf eine höhere Umlaufbahn, wodurch er wiederum abgebremst wird. Der äußere wird abgebremst, wandert auf eine niedrigere Umlaufbahn und wird dadurch beschleunigt. Auf diese Weise tauschen Epimetheus und Janus während dieses etwa 100 Tage dauernden Prozesses ihre Umlaufbahnen, überholen sich dabei aber nicht und nähern sich um nie mehr als etwa 15.000 km an. Da Epimetheus nur ein Viertel so viel Masse wie Janus besitzt, hat er stets etwa 80 % der gesamten Bahnänderung zu tragen. Die orbitale Beziehung der beiden Monde kann im Rahmen des Dreikörperproblems verstanden werden, wobei in dem Fall zwei Monde (der dritte ist Saturn) eine ähnliche Größe aufweisen. Dieses Verhalten der beiden Monde ist, soweit bekannt, einzigartig im Sonnensystem.
Die koorbitalen Begleiter beschreiben vom mit der mittleren Umlaufzeit der Körper um das Zentralgestirn mitbewegten Bezugssystem aus gesehen eine sogenannte Hufeisenumlaufbahn, also entlang der Umlaufbahn einen großen Bogen, den sie periodisch vor und zurück schwingen. Vom ruhenden Bezugssystem (Inertialsystem) aus betrachtet beschreiben sie jedoch nahezu kreisförmige Umlaufbahnen.

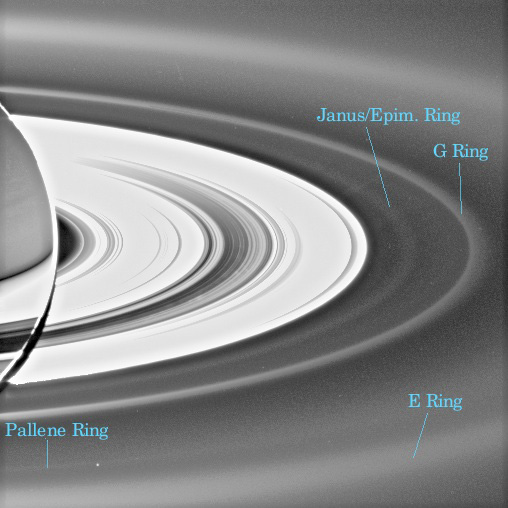
Cassini-Aufnahme vom 15. September 2006 des Janus/Epimetheus-Rings und anderer nahegelegener Ringe.

Die letzten Bahnwechsel fanden am 21. Januar 2006 (der von der Raumsonde Cassini gut dokumentiert wurde), im Januar 2010, Januar 2014, Januar 2018 und Januar 2022 statt.

#### Janus/Epimetheus-Ring
Im Jahr 2006 wurde ein diffuser Staubring entdeckt, der im Gegenlicht sichtbar gemacht werden konnte und sich entlang den Umlaufbahnen von Epimetheus und Janus um Saturn zieht. Der bislang so genannte Janus/Epimetheus-Ring weist eine Breite von etwa 5.000 km auf und ähnelt von der Intensität her den Ringen von Jupiter. Der Ring wird durch Einschläge von Mikrometeoriten auf die beiden Monde gespeist, ähnlich wie das bei Enceladus der Fall ist.

### Rotation
Die Rotationsperiode gleicht der Umlaufzeit – Epimetheus hat wie der Erdmond eine gebundene Rotation. Seine Rotationsachse steht genau senkrecht auf seiner Bahnebene.

## Physikalische Eigenschaften

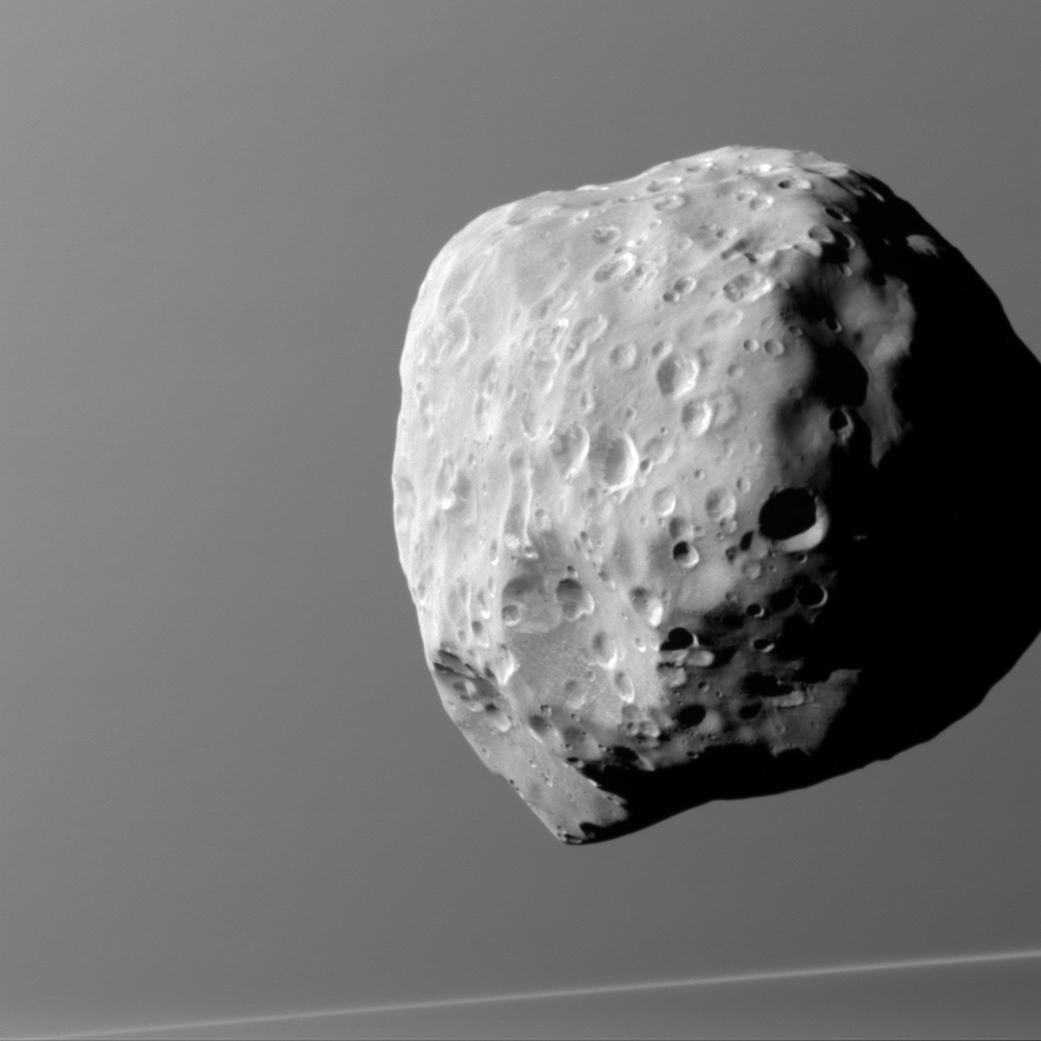
Epimetheus vor Saturn, aufgenommen von Cassini im Mai 2016.

### Größe
Epimetheus hat einen mittleren Durchmesser von 113,4 km. Auf den Aufnahmen der Cassini- und Voyager-Sonden erscheint Epimetheus als ein sehr unregelmäßig geformtes, längliches Objekt mit Abmessungen von 135 × 108 × 105 km, wobei die Längsachse auf Saturn ausgerichtet ist. Epimetheus besitzt eine sehr kantige Form, die etwas dem Neptunmond Proteus ähnelt.
Von der Größe her ist Epimetheus am ehesten mit dem Uranusmond Portia zu vergleichen.
Die Gesamtfläche von Epimetheus beträgt schätzungsweise 42.420 km², dies ist vergleichbar zur Fläche der Schweiz oder der Niederlande.

### Innerer Aufbau
Die mittlere Dichte von Epimetheus ist mit 0,64 g/cm³ weitaus geringer als die der Erde und entspricht fast genau der Dichte von Saturn; sie ist so niedrig, dass Epimetheus auf Wasser schwimmen würde. Dies weist darauf hin, dass der Mond überwiegend aus Wassereis zusammengesetzt ist. Darüber hinaus ist die Dichte sehr ähnlich zu Janus.

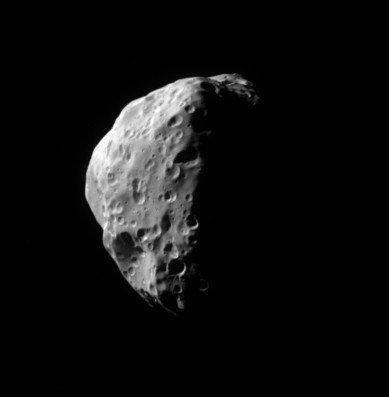
Cassini-Aufnahme von Epimetheus, Juli 2005.

Die niedrige Dichte von Epimetheus weist darauf hin, dass er möglicherweise zu den porösen sogenannten Rubble Piles gehört, die durch die vergleichsweise schwache Gravitation im Innern Hohlräume aufweisen.

### Oberfläche
Die Oberfläche von Epimetheus ist stark verkratert; auf seiner Oberfläche befinden sich mehrere größere Einschlagskrater mit Durchmessern von bis zu 30 km sowie kleine und größere Höhenzüge und Vertiefungen. Die Südpolregion zeigt die Überreste eines großen Einschlags, der den Großteil dieser Gegend bedeckt. Dies könnte verantwortlich für die auffällige Abflachung der Südhemisphäre sein.
Es wird zwischen zwei Arten von Terrains unterschieden: Dunkle, sanftere Gelände, und hellere, leicht gelbliche zerklüftete Gelände. Eine Interpretation ist, dass das dunklere Material nachweislich Abhänge hinunterrutscht und möglicherweise einen geringeren Eisgehalt aufweist als das hellere Material, das eher als Grundgestein angesehen werden kann. Jedenfalls sind beide Geländearten sehr reich an Eis.
Bislang wurden auf Epimetheus bereits 1982 lediglich zwei Krater offiziell benannt, die gemäß der USGS-Nomenklatur wie bei Janus der Legende von Kastor und Pollux entnommen sind.
| Kratername | Durchmesser (km) | Koordinaten | Namensherkunft                                                        |
| ---------- | ---------------- | ----------- | --------------------------------------------------------------------- |
| Hilairea   | ?                |             | Hilairea, Phoibes Schwester (Griechische Mythologie)                  |
| Pollux     | ?                |             | Pollux, (lat. für Polydeukes) Castors Bruder (Griechische Mythologie) |

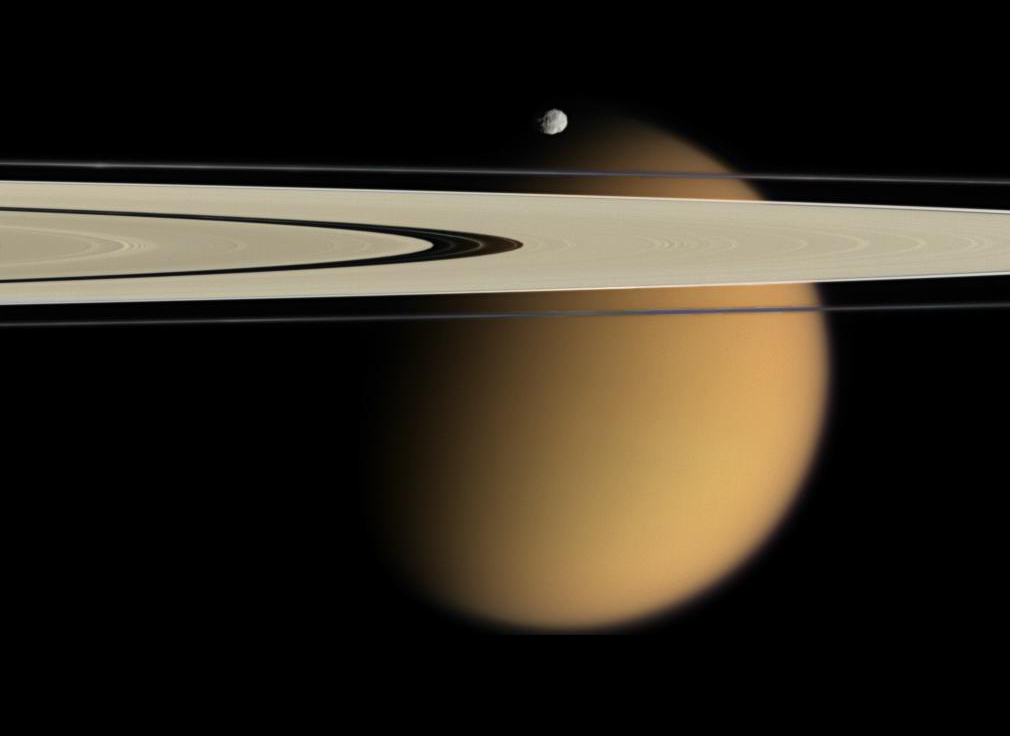
Cassini-Aufnahme von Epimetheus und Titan, aus Entfernungen von 667.000 bzw. 1,8 Mio. km, die gut die Größenverhältnisse der beiden dokumentiert.

Epimetheus besitzt eine sehr hohe Albedo von etwa 0,73, was bedeutet, dass er eine sehr helle Oberfläche besitzt, die 73 % des eingestrahlten Sonnenlichts reflektiert. An seiner Oberfläche beträgt die Schwerebeschleunigung etwa 0,01 m/s², dies entspricht etwa 0,1 % der irdischen. Die mittlere Oberflächentemperatur von Epimetheus wird auf ungefähr −195 °C (78 K) geschätzt.

## Entstehung
Anhand der Kraterdichte seiner Oberfläche wird darauf geschlossen, dass es sich um einen relativ alten Himmelskörper handelt. Da Epimetheus und Janus koorbitale Monde sind, geht man davon aus, dass sie möglicherweise von einem gemeinsamen Ursprungskörper abstammen, der durch eine Störung, zum Beispiel eine Kollision mit einem anderen Objekt in zwei Körper zerbrach. Falls dies der Fall ist, müsste dies durch die heute noch beobachtete Kraterdichte in einer frühen Phase von Saturns Satellitensystem geschehen sein.

## Erforschung

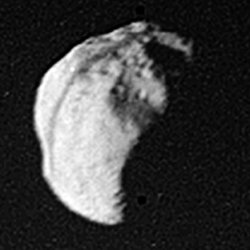
Beste Voyager 1-Aufnahme von Epimetheus eine Stunde vor der nächsten Annäherung an Saturn am 12. November 1980. Die dunkle Linie ist keine Oberflächenstruktur, sondern der Schatten des F-Rings.

Epimetheus weist eine scheinbaren Helligkeit von 15,5m auf. Seit der Entdeckung und der Bestätigung 1980 sowie den Voyager-Vorbeiflügen wurde Epimetheus von erdgebundenen Teleskopen sowie vom Hubble-Weltraumteleskop untersucht und seine Bahnparameter konnten dadurch präzisiert werden.
Epimetheus wurde bislang von drei Raumsonden besucht, namentlich von den Vorbeiflugsonden Voyager 1 am 12. November 1980 und Voyager 2 am 25. August 1981 sowie dem Saturn-Orbiter Cassini, der seit dem 1. Juli 2004 den Saturn umkreist. Epimetheus wurde von Cassini mehrmals ins Visier genommen, so dass seine Größe und Form sowie seine orbitalen Parameter mittlerweile ziemlich genau bekannt sind. Der nächste Vorbeiflug von Cassini ereignete sich während des 53. Umlaufs um Saturn am 3. Dezember 2007, als die Sonde Epimetheus in einer Entfernung von 15.779 km passierte. Dabei konnten einige gut aufgelöste Aufnahmen gemacht werden.
Am 2. April 2010 konnte Cassini eine Bedeckung (aus Sicht der Sonde) der führenden Hemisphären von Janus durch Epimetheus aus einer Distanz von 2,1 Millionen km aufnehmen.
Durch die komplizierte Entdeckungsgeschichte von Epimetheus und Janus hat Epimetheus von der IAU mindestens neun systematische Nummerierungen erhalten, bei denen später nachgewiesen werden konnte, dass es sich um Epimetheus handelte. Dies trug seinerzeit maßgeblich zu der zu hoch vermuteten Anzahl der Saturnmonde bei.

| Bezeichnung | Datum          | Gemeldet durch                                             | IAUC   |
| ----------- | -------------- | ---------------------------------------------------------- | ------ |
| S/1980 S 3  | 6. März 1980   | Dale P. Cruikshank                                         | * 3457 |
| S/1980 S 4  | 6. März 1980   | Dale P. Cruikshank                                         | * 3457 |
| S/1980 S 5  | 6. März 1980   | Bradford A. Smith / Harold J. Reitsema / Stephen M. Larson | * 3457 |
| S/1980 S 8  | 31. März 1980  | A. W. Harris / J. Gibson                                   | * 3463 |
| S/1980 S 11 | 10. April 1980 | Harold J. Reitsema / Bradford A. Smith / Stephen M. Larson | * 3466 |
| S/1980 S 15 | 28. April 1980 | Christian Veillet                                          | * 3470 |
| S/1980 S 16 | 28. April 1980 | Christian Veillet                                          | * 3470 |
| S/1980 S 17 | 28. April 1980 | Christian Veillet                                          | * 3470 |
| S/1980 S 19 | 9. Mai 1980    | Audouin Dollfus / Serge Brunier                            | * 3474 |